# Croton malacotrichus
Espèce
Croton malacotrichus est une espèce de plantes à fleurs du genre Croton et de la famille Euphorbiaceae vraisemblablement présente au sud du Brésil.
Il a pour synonymes :
- Codonocalyx lanatus, Klotzsch ex Baill.
- Croton lanatus, Klotzsch ex Baill., 1858
- Croton lanuginosus, Baill., 1864
- Oxydectes lanuginosa, Kuntze